# Iwona Burdzanowska
Iwona Burdzanowska (ur. 1960 w Dęblinie) – fotoreporterka, dziennikarka, kierowniczka działu fotograficznego, fotoedytorka, autorka zdjęć wydarzeniowych i teatralnych. Mieszka w Lublinie.

## Życiorys
W młodości chciała uczęszczać do średniej szkoły plastycznej w Nałęczowie. Została jednak uczennicą Liceum im. Hanki Sawickiej w Dęblinie. Fotografią zainteresował ją jej wuj, profesor chemii i biochemii. Następnie ukończyła policealną szkołę fotograficzną w Zespole Szkół Fotograficznych w Warszawie.
W 1981 zajęła się mikro- i makrofotografią rentgenografią i fotografią w promieniach UV w Zakładzie Mikrobiologii na Uniwersytecie Marii Curie-Skłodowskiej w Lublinie. Uprawiając turystykę i fotografując rośliny, zafascynowała się biologią. Zapisała się na studia biologiczne.
Fotografowaniem wydarzeń zainteresowała się w 1987, w trakcie trzeciej podróży apostolskiej Jana Pawła II do Polski. Rok później urodziła córkę, po czym nie wróciła na studia i zmieniła specjalizację. W 1991 roku zaczęła pracować w lubelskim oddziale „Gazety Wyborczej”. Z redakcją była związana do 2012 roku.
Jako fotografka współpracowała z Teatrem im. Juliusza Osterwy w Lublinie (1995–2011) oraz z Teatrem Muzycznym. Pracowała przy tworzeniu okładek płyt muzycznych m.in. dla Budki Suflera, Mateusza Pospieszalskiego i Voo Voo. Od 1989 roku nieprzerwanie współpracuje z Lubelską Izbą Lekarską przy tworzeniu miesięcznika „Medicus”. Po odejściu z „Gazety Wyborczej” współpracuje m.in. z redakcją internetową Radia Lublin.
W 2021 roku jej twórczość została przedstawiona na wystawie Jedyne. Nieopowiedziane historie polskich fotografek w Domu Spotkań z Historią, a jej zdjęcia oraz rozmowa z nią znalazły się w książce o tym samym tytule autorstwa Moniki Szewczyk-Wittek.